# Capitani d'Industria
I Capitani d'Industria sono un gruppo di supereroi immaginari della DC Comics introdotti per la prima volta in Firestorm the Nuclear Man n. 88.

## Storia
I Capitani d'Industria furono originariamente formati come piccolo gruppo investigativo task force per la IMHS (Institute for Metahumans Studies, dall'inglese, Istituto per gli Studi sui Metaumani) fondata da un consorzio di interesse aziendale. Tutto questo nei giorni prima che la DEO o Checkmate venissero creati dai magnati governativi.
L'IMHS era guidato da un ex socio della Suicide Squad, il capo psichiatra Simon LaGrieve. I fondatori del gruppo includevano Maser, Firehawk e un ex piccolo criminale in costume di nome Catalyst. Lo stesso Firehawk reclutò Silver Swan.
Successivamente, i Capitalisti servirono insieme a Black Adam e alla Suicide Squad (n. 58) in una missione speciale. Incontrarono Major Victory mentre servivano nella squadra di Black Adam. Infine, il gruppo lavorò direttamente sotto Alan Windsor, capo della Sutherland Corporation.

## Membri
- Maser - Harold Jordan, un postumano elettromagnetico cugino della Lanterna Verde Hal Jordan anche conosciuto come Air Wave.Leader della squadra. Jordan fu esposto alle modificazioni estreme dei geni dalle mani dell'ex criminale Dottor Moon che fu correntemente un impiegato della Sunderland. Il Dottor Moon supervisionò il processo che magnificò i suoi già formidabili poteri con un fattore sconosciuto.
- Firehawk - Lorraine Reilly, eroina con poteri nucleari ed ex amante di Firestorm.
- Silver Swan - Valerie Beaudry, fu mutata dall'industriale senza scrupoli Hank Ambruster.
- Major Victory - Bill Vickers, l'unico membro sopravvissuto dell'originale Forza di Luglio, fu reclutato direttamente dalla Suicide Squad.
- Catalyst - Sconosciuto, un ex avversario di Blue Beetle II il cui corpo fu modificato per produrre veleno e agenti chimici con il contatto della pelle. Catalyst continuò il suo lavoro come criminale freelance, aiutando Kobra quando catturò Maser. Ricomparve recentemente in Justice Society of America n. 1 lavorando come assassino per Vandal Savage.

## Altri gruppi aziendali
Altri gruppi aziendali di supereroi sono attivi nell'universo della DC Comics. I più conosciuti sono i Conglomerati, la Power Company, i Blood Pack e la Hero Hotline.